# Silverstone (Northamptonshire)
Silverstone is een civil parish in het bestuurlijke gebied South Northamptonshire, in het Engelse graafschap Northamptonshire.
Silverstone is wereldberoemd dankzij het gelijknamige circuit. Hier worden jaarlijks de Grand Prix Formule 1 van Groot-Brittannië en de Grand Prix-wegrace van Groot-Brittannië verreden.